# قلعة النشري (حجة)

تعديل مصدري - تعديل

قلعة النشري هي إحدى قرى عزلة خولان بمديرية حجة التابعة لمحافظة حجة، بلغ تعداد سكانها 83 نسمة حسب تعداد اليمن لعام 2004.